# Leptoscyphus jackii
Leptoscyphus jackii là một loài rêu tản trong họ Geocalycaceae. Loài này được (Stephani) Grolle miêu tả khoa học lần đầu tiên năm 1963.